# Cotovca
Cotovca (ros. Котовка, Kotowka) – wieś w Mołdawii (Naddniestrzu), w rejonie Grigoriopol, w gminie Carmanova. W 2004 roku liczyła 174 mieszkańców.

## Położenie
Miejscowość znajduje się na lewym brzegu Dniestru, pod faktyczną administracją Naddniestrza, w odległości 20 km od Grigoriopola i 73 km od Kiszyniowa.

## Historia
Wieś została założona w 1924 roku. W okresie sowieckim w miejscowości istniał oddział szkoły hodowli zwierząt i weterynarii Carmanovo. W tym samym czasie na wsi otwarto szkołę podstawową, klub z instalacją kinową, przedszkole oraz sklep.

## Demografia
Według danych spisu powszechnego w Naddniestrzu w 2004 roku wieś liczyła 174 mieszkańców, z czego największą część, 63 osoby, stanowili Mołdawianie.